# Rat épineux arboricole
Mesomys hispidus
Espèce
Statut de conservation UICN

 LC  : Préoccupation mineure
Le Rat épineux arboricole (Mesomys hispidus) est une espèce de rongeurs de la famille des Echimyidae qui regroupe certains rats épineux. C'est un mammifère terrestre arboricole, que l'on rencontre dans tous les pays du nord de l'Amérique du Sud où il est abondant dans les forêts persistantes et les plus forêts de nuages basses.
Ce rat fréquente volontiers les zones d'abattage des arbres et même les combles dans les faubourgs des villages. Il se reproduit toute l'année. La femelle donne le jour généralement à un seul petit, plus rarement jusqu'à trois.
Cette espèce a été décrite pour la première fois en 1817 par le zoologiste français Anselme Gaëtan Desmarest (1784-1838).